# Calmels-et-le-Viala

Calmels-et-le-Viala este o comună în departamentul Aveyron din sudul Franței. În 1 ianuarie 2022 avea o populație de 186 de locuitori.